# La Raza

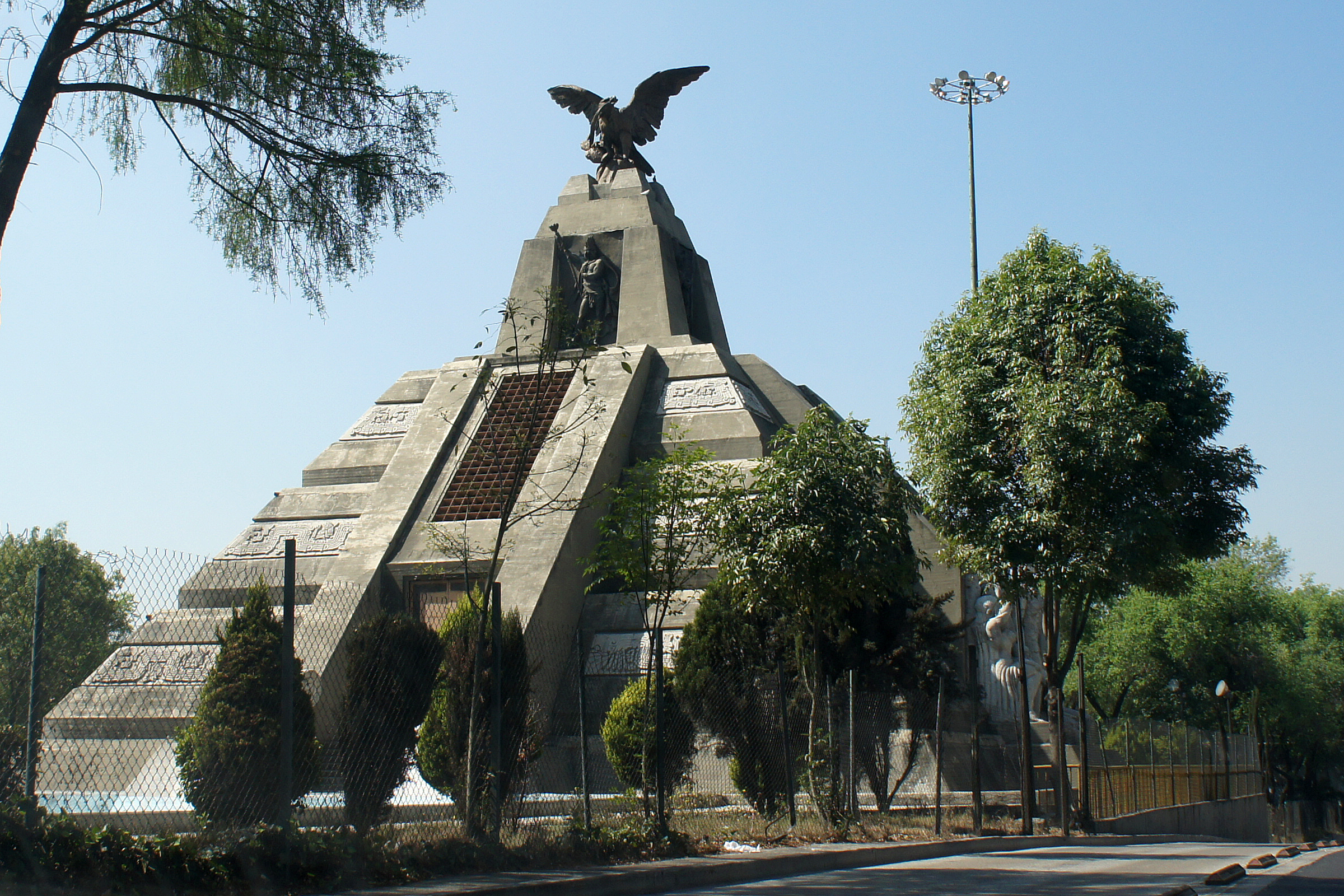
Monument en l'honneur de La Raza.

La Raza (littéralement « La Race ») est utilisé pour désigner l'ensemble des personnes d'origine mexicaine ou chicano (Mexico-Américains) et des personnes d'origines latino-americaines, tout comme les métis qui partagent un héritage indigène ou hispanique.
Le terme vient d'un livre de 1925, intitulé La Raza Cósmica, qui a été écrit par l'écrivain mexicain José Vasconcelos. Il décrit La Raza Cosmica comme le produit d'un métissage graduel qui était alors déjà engagé dans le monde hispanique. Vasconcelos pensait que toutes les personnes à travers les territoires issus de l'Empire espagnol seraient complètement mélangées formant une nouvelle race.
Aux États-Unis, les Hispaniques se désignent également sous ce vocable. Néanmoins, le terme et l'idée qui y est associée a été adopté principalement par les Mexicains aux États-Unis pour exprimer leur fierté pour leur patrie[réf. nécessaire].